# Quilombo Lagoinha de Baixo
O Quilombo Lagoinha de Baixo, em Chapada dos Guimarães, Mato Grosso, foi certificado como comunidade remanescente de quilombo pela Fundação Cultural Palmares em 2005. A comunidade fica a 63 km de Cuiabá, é formada por 22 famílias e sofre com problemas estruturais como a falta de água tratada, a falta de manutenção na ponte que liga parte alta e a parte baixa da comunidade, e a falta de manutenção na rodovia que dá acesso à comunidade.